# Vladimír Řepa
Vladimír Řepa (ur. 8 listopada 1900 w Pradze, zm. 19 sierpnia 1957 tamże) – czeski aktor filmowy i teatralny.
Już w dzieciństwie występował w teatrach amatorskich, a w wieku 17 lat został przyjęty do zespołu A. Kolaříkovej w Kladnie. Później występował w teatrach Pilzna, Czeskich Budziejowic, Bratysławy, ostatecznie wiążąc się na stałe ze scenami praskimi: Teatrem na Vinohradach (od 1922) i Teatrem Narodowym (od 1948). Jest pochowany na Cmentarzu Wyszehradzkim w Pradze.

## Wybrane role filmowe
- 1925: Josef Kajetán Tyl – Boleslav Jablonský
- 1931: Aféra plukovníka Redla – Josef, ordynans Redla
- 1938: Cech panien kutnohorskich (Cech panen kutnohorských) – ławnik Kaše
- 1940: Dziewczyna w niebieskim (Dívka v modrém) – Kabelka, właściciel ziemski
- 1940: Przyjaciółka pana ministra (Přítelkyně pana ministra) – drugi brat Rossi-Rosůlek
- 1940: Babcia (Babička) – Kudrna
- 1940: Życie jest piękne (Život je krásný) – oberżysta
- 1941: Hotel Błękitna Gwiazda (Hotel Modrá hvězda) – złodziej w hotelu „Błękitna Gwiazda”
- 1941: Cioteczka (Tetička) – Jeřábek
- 1942: Ryba na sucho (Ryba na suchu) – radny Hoblík
- 1942: Miasteczko na dłoni (Městečko na dlani) – Karas, ojciec Anči
- 1946: 13 komisariat (13. revír) – detektyw Draboch
- 1948: Skrzypce i sen (Housle a sen) – nauczyciel Würfel
- 1948: Szewc Mateusz (O ševci Matoušovi) – František Štěpánek
- 1949: Praga roku 1848 (Revoluční rok 1848) – robotnik Průcha
- 1951: Brygada szlifierza Karhana (Karhanova parta) – szlifierz Záruba
- 1951: Zahartowani (Zocelení) – Dundr
- 1952: Z cesarsko-królewskich czasów opowiadań kilka (Haškovy povídky ze starého mocnářství) – namiestnik
- 1952: Uśmiechnięty kraj (Usměvavá zem) – František Skácel
- 1952: Wielka przygoda (Velké dobrodružství) – sekretarz muzeum
- 1953: Wakacje z aniołem (Dovolená s Andělem) – Vojtěch Herzán
- 1954: Najlepszy człowiek (Nejlepší člověk) – widz
- 1955: Dom na przedmieściu (Na konci města) – mechanik samochodowy
- 1955: Sobór w Konstancji (Jan Hus) – ksiądz Jan
- 1956: Jan Žižka – rajca Bradatý
- 1956: Vzorný kinematograf Haška Jaroslava – dyrektor szkoły
- 1957: Dobry wojak Szwejk (Dobrý voják Švejk) – aresztant w kapeluszu
- 1957: Przeciw wszystkim (Proti všem) – mieszczanin kutnohorski
- 1958: Melduję posłusznie, że znowu tu jestem! (Poslušně hlásím) – rotmistrz König